# 埼玉県立越谷東高等学校
埼玉県立越谷東高等学校（さいたまけんりつ-こしがやひがしこうとうがっこう）は埼玉県越谷市大字増林字荒川堤外の高等学校。

## 概要
元荒川沿いに位置し、越谷市立東中学校の隣りにある。生徒数は約820名。
普通科のほかに、1993年に国際文化コースを設置したが、2011年に廃止された。
50分・6時間授業で、2年次にA類（文系）・B類（理系）に分かれ、3年次に文系・理系に分かれる。

## 沿革
- 1982年 - 埼玉県立越谷東高等学校開校
- 1993年 - 国際文化コースを設置
- 2011年 - 国際文化コース募集廃止、制服リニューアル
- 2017年 - エレベーター設置

## 施設
公立高校では珍しく校舎にエレベーターがあるが、健常生徒は原則として利用不可となっている。
バリアフリー設備を必要とする生徒が在学していたことから生徒会の要望により設置が実現したもので、2017年1月10日に完成した。

## 制服
創立30周年にあわせて、2011年4月より制服のデザインが変更された。

女子はセーラーブレザー、男子は詰襟。色は男女が灰色で統一されている。

## 学校行事
遠足、若菜祭（文化祭）、芸術鑑賞会、球技大会、マラソン大会、修学旅行などがある。
11月のマラソン大会は、本校をスタートして、学校周辺を男子14km・女子12km走る。

## 進路
約4割が専門学校に進学し、大学へ進学するのは約3割、就職が約1割となっている。

## クラブ
大きな川に隣接して居るため、高校には珍しいカヌー部があり、関東大会やインターハイにも出場経験がある。弓道部も強豪である。
だいたいの部活動はあるが、プール施設がないため、水泳・水球は存在しない。
陸上競技部、野球部、サッカー部、テニス部(硬式・ソフト)、弓道部、バレーボール部、バスケットボール部、バドミントン部、体操部、卓球部、剣道部、カヌー部、柔道部、吹奏楽部、美術部、書道部、家庭調理部、理科部、華道部、茶道部、放送部、合唱部、演劇部、軽音楽部、JRC・インターアクト部、漫画研究部、ESS部

## 交通
駅から遠いため、自転車通学が多い。
- 吉川駅、越谷レイクタウン駅、越谷駅、南越谷駅、新越谷駅より朝日自動車（東中学校前・不動前・越谷市立病院下車）
- 以前はせんげん台駅からもジャパンタローズが市立病院まで運行されていたが廃止された。